# Cuitlauzina pygmaea
Cuitlauzina pygmaea är en orkidéart som först beskrevs av John Lindley, och fick sitt nu gällande namn av Mark W. Chase och Norris Hagan Williams. Cuitlauzina pygmaea ingår i släktet Cuitlauzina, och familjen orkidéer. Inga underarter finns listade i Catalogue of Life.